# Mohunia bifasciana
Mohunia bifasciana är en insektsart som beskrevs av Li och Chen 1999. Mohunia bifasciana ingår i släktet Mohunia och familjen dvärgstritar. Inga underarter finns listade i Catalogue of Life.